# Донська сільська рада (Белебеївський район)
До́нська сільська рада (рос. Донский сельский совет) — муніципальне утворення у складі Белебеївського району Башкортостану, Росія. Адміністративний центр — присілок Пахар.

## Населення
Населення — 686 осіб (2019, 869 в 2010, 721 в 2002).

## Склад
До складу поселення входять такі населені пункти:
| Населений пункт              | Населення, осіб (2002) | Населення, осіб (2010) |
| ---------------------------- | ---------------------- | ---------------------- |
| Анненково, присілок          | 34                     | 23                     |
| Казанлитамак, присілок       | 137                    | 133                    |
| Максютово, присілок          | 3                      | 0                      |
| Міждугорне, присілок         | 2                      | 1                      |
| Підлісне, присілок           | 50                     | 138                    |
| Роз'їзда Максютово, присілок | 28                     | 20                     |
| Пахар, присілок              | 377                    | 414                    |
| Сіушка, присілок             | 90                     | 140                    |